# Faro de Ardnamurchan
El faro de Ardnamurchan es un faro del siglo XIX que se encuentra ubicado en Ardnamurchan Point, Lochaber, en el concejo Highland, Escocia. 

## Historia
En 1845 se eligió el lugar para ubicar el faro. Se compraron 20 acres de tierra por 20 libras a su propietario, Alexander Cameron, que recibió 58 libras más por los inconvenientes que pudieran surgir en la construcción. El responsable de la obra fue Hume, que tardó tres años en completar el faro.
Se construyó con diseño de Alan Stevenson en granito rosa y comenzó su funcionamiento el 5 de octubre de 1849 con una lámpara de aceite. Algunas fuentes indican que es el único faro del mundo en ser construido en estilo egipcio.